# Konnopke’s Imbiß
Konnopke’s Imbiß (auch Konnopke genannt) ist ein Imbissstand im Berliner Ortsteil Prenzlauer Berg nahe der Kreuzung Schönhauser Allee Ecke Eberswalder Straße. Er gilt als erster Imbissstand in Ost-Berlin, bei dem im Jahr 1960 die Currywurst eingeführt wurde.

## Lage

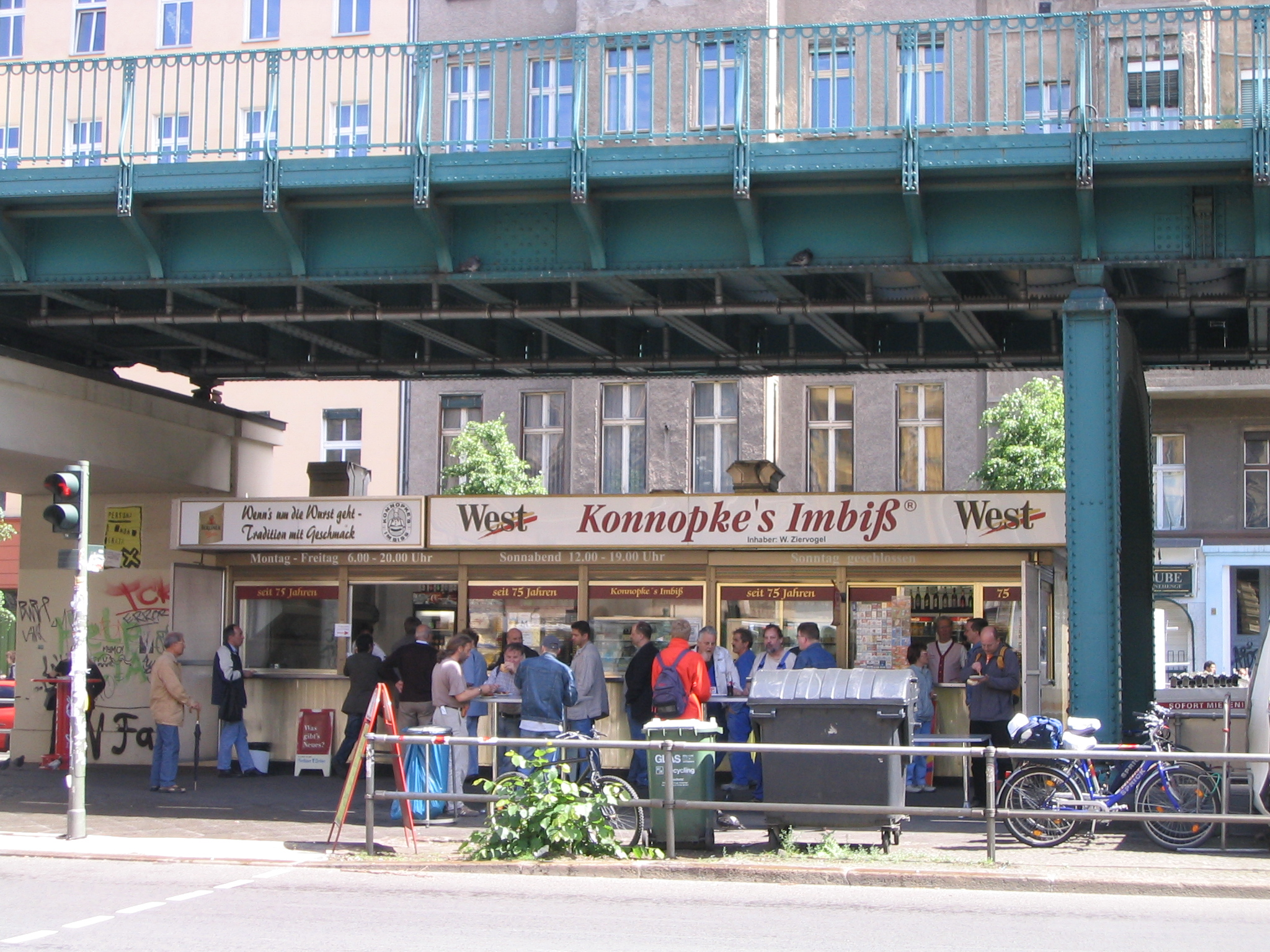
Konnopke’s Imbissstand unter der U-Bahn-Brücke der Linie U2, 2010 abgerissen

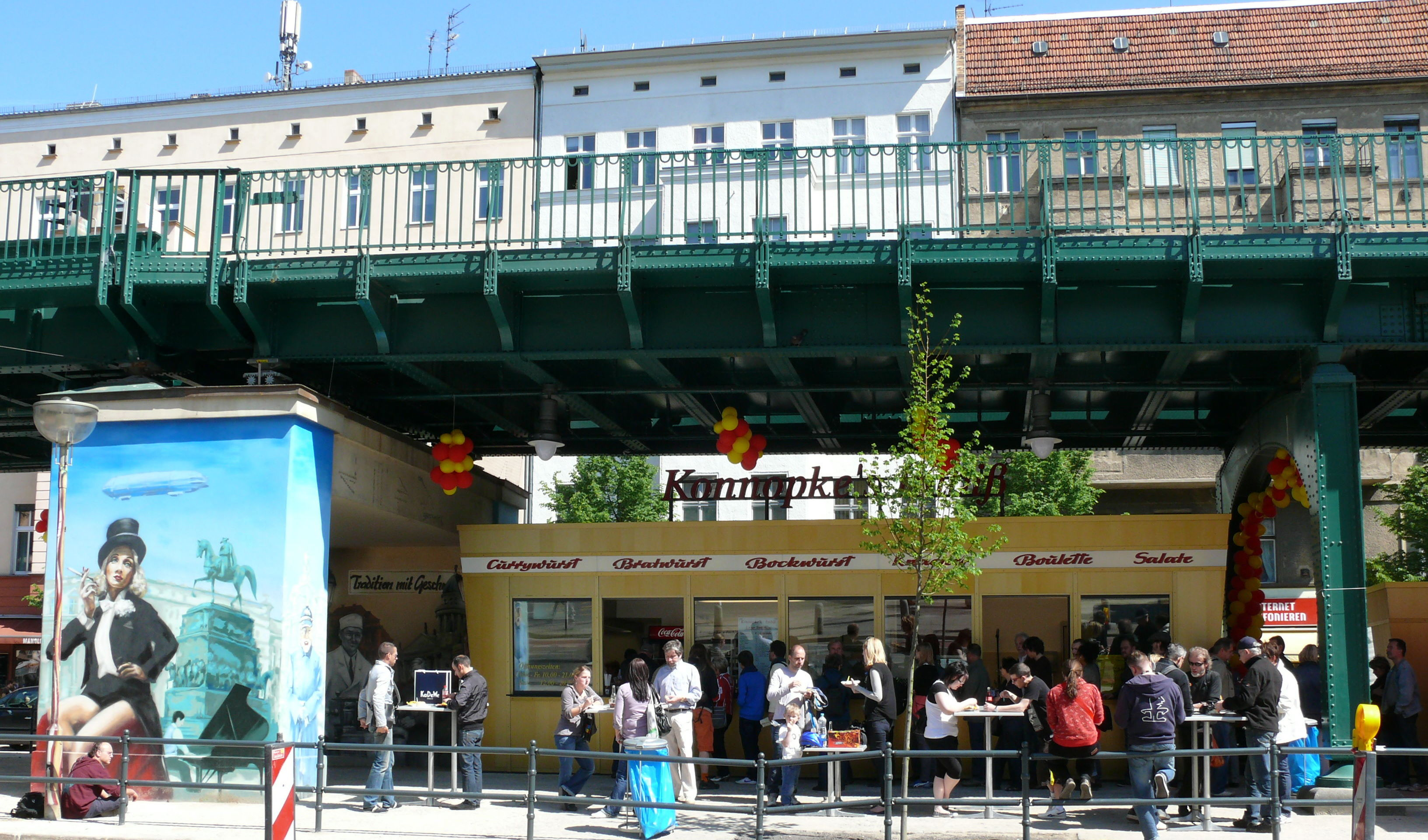
Der Imbissstand an gleicher Stelle, 2011 wiedereröffnet

Der Imbissstand liegt rund 50 Meter südlich der Kreuzung von Schönhauser-, Kastanien- und Pappelallee sowie Danziger und Eberswalder Straße. Er befindet sich unter der Hochbahn-Brücke der Linie U2 in der Schönhauser Allee, unmittelbar südlich des U-Bahnhofs Eberswalder Straße. Im Zuge von Sanierungsarbeiten an der Linie U2 wurde der Kiosk im Sommer 2010 abgerissen. Seit Herbst 2010 entstand an der alten Stelle ein Neubau im „Stil der 1960er Jahre“, der am 28. April 2011 eröffnet wurde. Für die Zeit der U-Bahn-Sanierung und des Umbaus wurde der Betrieb in einem Imbisswagen weitergeführt.
Wegen der zentralen Lage in Prenzlauer Berg und seiner Bekanntheit ist Konnopke’s Imbiß nicht nur bei Einheimischen beliebt, sondern auch bei Touristen. Ein gleichnamiger Imbissstand befand sich in der Mahlerstraße in Weißensee; dieser wurde von Günter Konnopke, einem Sohn Max Konnopkes, betrieben. Im Jahr 2000 wurde er verkauft. Eine neue Konnopke-Filiale eröffnete Dagmar Konnopke am 1. August 2007 im Ortsteil Heinersdorf (Lage) und wurde 2014 nach dem Verkauf zu Putbrese’s Imbiß. Dagmar Konnopke stieg dann zusammen mit Mutter Waltraud in das Hauptgeschäft ein.

## Geschichte
Am 4. Oktober 1930 gründete Max Konnopke (* 1901 in Groß Döbbern; † 1986 in Berlin) mit seiner Frau Charlotte Konnopke (1910–2009) das Unternehmen als Bauchladen bereits an der Schönhauser Allee / Ecke Danziger Straße, wo der Imbissstand heute noch existiert. Anfangs durften Würstchen nur nachts verkauft werden, ab 1939 wegen der Knappheit von Fleisch gar nicht mehr. So wurden vorübergehend Kartoffelpuffer verkauft, bis Max Konnopke 1941 zur Wehrmacht eingezogen wurde. Nach dem Zweiten Weltkrieg erwarben sie 1947 einen Wurstwagen. Erst 1960 wurde an der jetzigen Stelle eine Imbissbude errichtet. Seit dieser Zeit wird das bekannteste Konnopke-Produkt, die Currywurst mit Ketchup nach Familienrezept, verkauft. Ursache für diese Eigenentwicklung war, dass in Ost-Berlin nach dem Mauerbau zunächst kein Ketchup erhältlich war. Von der Verstaatlichungswelle von Familienbetrieben 1972 war der Betrieb aufgrund seiner Größe (unter zehn Beschäftigte) nicht betroffen. 1976 übernahm die Tochter Waltraud Ziervogel (* 1936) das Geschäft. Sie ließ 1983 die ehemalige Holzbude durch einen Imbisskiosk aus Metall ersetzen. In dem Familienunternehmen arbeiten rund 20 Mitarbeiter (Stand: 2011). Waltraud Ziervogel kündigte 2010 an, den Betrieb noch bis zum Jahr 2015 zu leiten und ihn dann ihrem Sohn Mario Ziervogel (* 1964) zu übergeben, der jedoch wegen Uneinigkeit über die Geschäftsübergabe und zunehmender Familienprobleme im Jahr 2012 ein eigenes Imbisslokal am Senefelderplatz eröffnete. Der familiengeführte Betrieb hat trotz des Andrangs in den Abendstunden die Öffnungszeiten nicht ausgeweitet, weil sonst die Qualität nicht zu gewährleisten sei.

## Bedeutung
Nach Angaben des Who’s Who besteht die Bedeutung von Konnopke darin, ab 1960 mit dieser Imbissbude die Currywurst auch in der Hauptstadt der DDR eingeführt zu haben. Wiederholt wird Konnopke als berühmte Imbissbude bezeichnet. Das Reisemagazin des ADAC charakterisiert beispielsweise Konnopke in seiner Ausgabe Nr. 69 als King of Currywurst Ost.
In verschiedenen Medienberichten wird Konnopke als „legendär“ bezeichnet. Die Eigentümerin selbst berichtet von einem enormen Andrang bereits zu DDR-Zeiten. Das Berlin-Magazin bilanziert: „Auch zu DDR-Zeiten war der privat geführte Imbiss ein beliebter Anlaufpunkt im Kiez.“
In ihrem Dokumentarfilm Berlin – Prenzlauer Berg. Begegnungen zwischen dem 1. Mai und dem 1. Juli 1990 aus dem Jahr 1991 porträtiert die Filmemacherin Petra Tschörtner unter anderem „die Betreiber der berühmten Würstchenbude ‚Konnopke’s Imbiß‘ an der Schönhauser Allee“. Daniela Dahn nimmt in ihrem Buch Prenzlauer Berg-Tour von 1987 mehrmals auf den Imbiss Bezug. Mehrfache Erwähnung findet der Imbissstand Konnopke in dem Sammelband Durchgangszimmer Prenzlauer Berg. Eine Berliner Künstlersozialgeschichte in Selbstauskünften (1999).
Konnopke ist auch Bestandteil von Stadtführungen durch den Prenzlauer Berg. Auch in dem von Reinhard Kober und Matthias Morgenroth herausgegebenen Hörbuch Berlin – Eine akustische Reise zwischen Wannsee und Alex wird der Imbiss von Konnopke erwähnt. Hartmut Seefeld charakterisiert in einem Beitrag für die Stadtteil-Zeitung VorOrt vom November 2005 Konnopke als Marke innerhalb von Prenzlauer Berg.
Über Berlin hinaus bekannt wurde der Imbissstand Ende Februar 2001, als der damalige Bundeskanzler Gerhard Schröder, dessen Vorliebe für Currywurst in der Presse kolportiert wird, hier die „berühmte“ Konnopke-Currywurst probierte.
Das Wirtschaftsmagazin brand eins porträtierte den Imbissstand als ein Geschäft, dessen Erfolg gerade darin besteht, gegen gängiges Lehrbuchwissen der Betriebswirtschaftslehre zu verstoßen.

## Lieder
Konnopke wurde 1983 von der Berliner Band Silly in dem doppeldeutigen Lied Heiße Würstchen (aus dem Album Mont Klamott) und im Jahr 2005 in dem Lied Curryking (aus dem Album Zeit ist Geld) von Prinz Pi besungen.

## Sonstiges
In einer Neuausgabe des Spieleklassikers Monopoly, dem 2006 erschienenen Monopoly Heute, ist Konnopke mit einer Million Euro bewertet.
In dem 2017 erschienenen Film Kundschafter des Friedens wird der Protagonist ‚Falk‘ (Henry Hübchen) vor dem Imbissstand von Konnopke vom BND festgesetzt. Er bestellt zuvor direkt bei Waltraud Ziervogel.